# Memryk
Memryk (ukr. Мемрик) – wieś na Ukrainie, w obwodzie donieckim, w rejonie pokrowskim, w hromadzie Nowohrodiwka. W 2001 liczyła 398 mieszkańców.